# Kronan (Schiff, 1672)
Die Kronan (deutsch Die Krone) war ein schwedisches Kriegsschiff, das zwischen 1665 und 1672 unter König Karl XI. gebaut wurde. Sie war für den Einsatz in der schwedischen Marine im Schonischen Krieg konstruiert und zählte neben der Vasa zu den größten Segelschiffen des 17. Jahrhunderts.

## Bau
Der Bau der Kronan begann am 27. Oktoberjul. / 6. November 1665greg. in der königlichen Marine-Werft auf der Insel Skeppsholmen in Stockholm. Wegen fehlender Gelder verzögerte sich der Bau allerdings bis in das Jahr 1672. Das Schiff war ca. 54 Meter lang, 12,91 Meter breit und hatte einen Tiefgang von 6,23 Meter. Die Verdrängung lag bei über 2000 Tonnen. Die Besatzung bestand aus etwa 500 Seeleuten  und 300 Soldaten. Insgesamt hatte die Kronan 126 Kanonen, die sich auf drei Decks verteilten. Das waren doppelt so viel Kanonen, wie für die Vasa vorgesehen waren.

### Kanonen
- 12 × 36-Pfund Kanonen
- 16 × 30-Pfund Kanonen
- 40 × 24-Pfund Kanonen
- 2 × 18-Pfund Kanonen
- 36 × 12-Pfund Kanonen
- 20 × 6-Pfund Kanonen

## Untergang

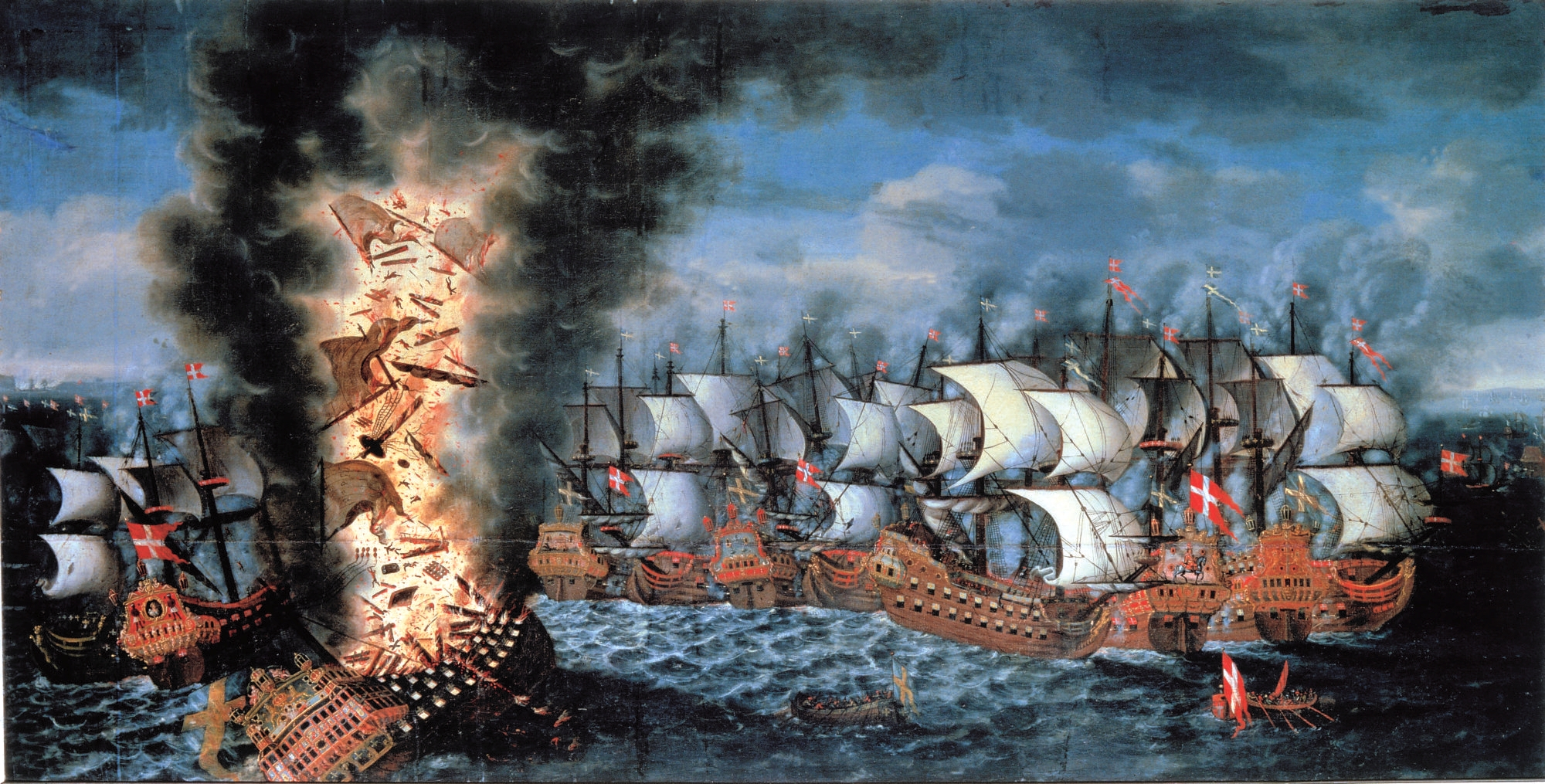
Seeschlacht bei Öland, Gemälde von Claus Møinichen. Im Vordergrund ist die Explosion der Kronan dargestellt.

Ab 1675 kämpften Schweden und Dänemark um die ehemaligen dänischen Besitztümer in Süd-Schweden, die 1658 von Dänemark im Frieden von Roskilde an Schweden abgetreten worden waren. Die Kronan sollte im Juni 1676 zur schwedischen Flotte vor der Insel Öland stoßen, um gegen eine vereinigte niederländisch-dänische Flotte eine Schlacht um die Seeherrschaft auf der Ostsee zu bestreiten. In den Mittagsstunden des 1. Junijul. / 11. Juni 1676greg., während der Seeschlacht bei Öland, bekam das unter vollen Segeln stehende Schiff Schlagseite, als es während eines riskanten Wendemanövers von einer Windböe erfasst wurde. Dabei lösten sich wahrscheinlich die Verankerungen der Kanonen auf einer Seite und es kam gegen 13.00 Uhr zu einer schweren Explosion, die vermutlich dadurch verursacht wurde, dass zerborstene Pulverfässer im Inneren des Schiffes mit brennenden Lunten in Kontakt geraten waren. Danach sank die Kronan sehr schnell und nahm den Generaladmiral der Flotte und ihren Kapitän, Freiherr Lorentz Creutz, sowie 839 Mann der Besatzung mit in die Tiefe. Nur etwa 40 bis 50 Mann überlebten das Unglück. Der Untergang der Kronan sollte als größtes Schiffsunglück in die Geschichte Schwedens eingehen.
Als Schuldiger für den Untergang wurde der umgekommene Lorentz Creutz ausgemacht, da er trotz widrigen Ostwindes und der Nähe zur Küste jenes riskante Wendemanöver befohlen hatte, das letztlich zum Kentern beitrug.

## Bergung
Mit Hilfe von primitiven Tauchglocken konnten zwischen 1680 und 1686 insgesamt 60 Kanonen geborgen werden. Danach geriet das Schiff für fast 300 Jahre in Vergessenheit.
Das Wrack der Kronan wurde von dem schwedischen Meeresarchäologen Anders Franzén 1980 wiederentdeckt. Franzén war auch schon bei der Bergung der Vasa federführend. Zusammen mit Bengt Grisell und Sten Ahlberg konnte er das Schiff am 8. August 1980 vor der Ostküste Ölands in ca. 30 Meter Tiefe orten. Die Taucher fanden viele Eichenplanken und menschliche Knochen, die weit verstreut auf dem Boden der Ostsee herumlagen. Der Rumpf des Schiffes war entzweigebrochen, doch ein großer Teil der Backbordseite erwies sich noch als intakt und liegt bis heute mit der Außenfläche auf dem Meeresgrund. Schon bald nach der Entdeckung des Wracks begann man mit der archäologischen Untersuchung und der Konservierung der gefundenen Objekte.

## Schatz
Neben den eigentlichen Teilen des Schiffs (Kanonen, Überreste der Besatzung und deren Habseligkeiten) wurden zwischen 1982 und 1983 über 250 Goldmünzen geborgen. Dieser Fund stellte den größten jemals in Schweden gefundenen Schatz dar. Doch 1998 sollte dieser Schatz von einem noch größeren übertroffen werden, als man einen Silbermünzenschatz mit 6.500 Münzen bei dem Wrack entdeckte. Das Geld war offenbar als Sold für ranghohe Offiziere der Kronan bestimmt.

## DieKronanheute
Alle geborgenen Überreste der Kronan wurden gesammelt und sind heute teilweise im Landesmuseum im Hafen von Kalmar zu sehen. In diesem Hafen wurde auch ein Teil der Kronan wieder aufgebaut, so dass man in das Leben an Bord des Segelschiffes eintauchen kann.
Als weitere Attraktion plant man den Bau eines eigenen Museums für die Kronan, in dem dann auch die erhalten gebliebene Schiffseite ausgestellt werden soll.

## Galerie

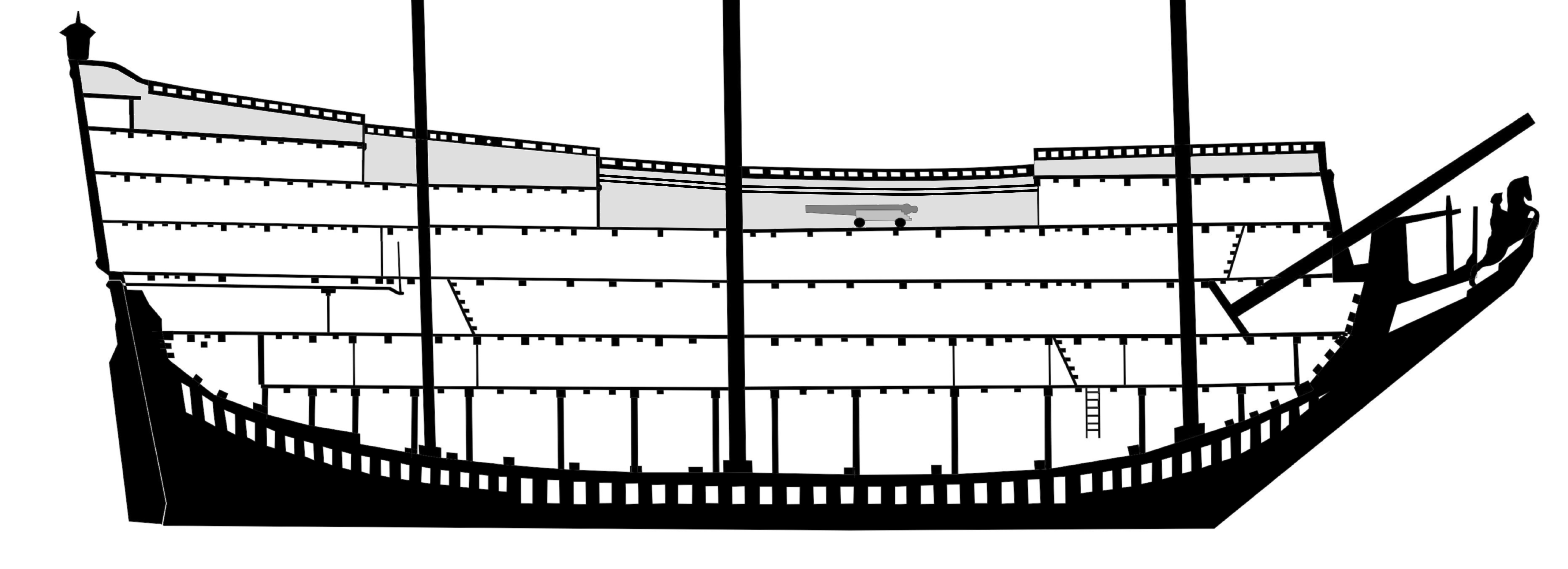
Strukturdiagramm der Kronan
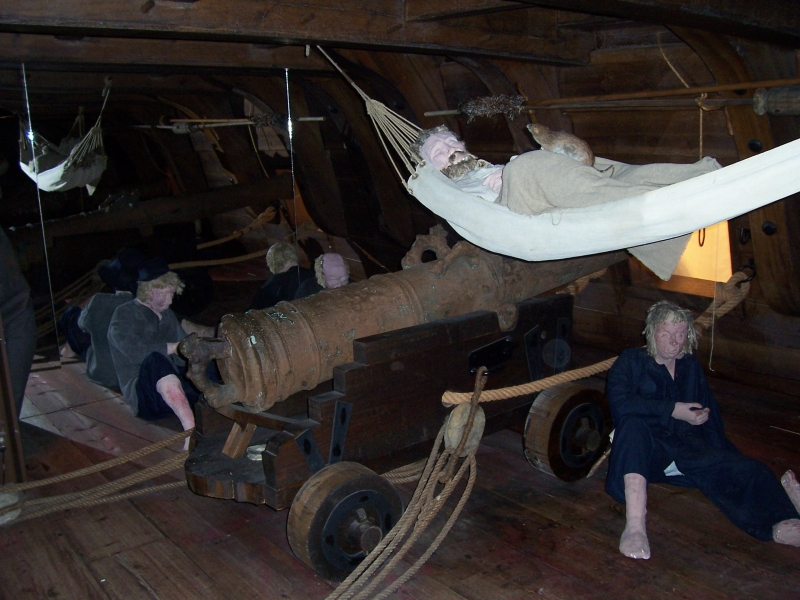
Nachbau eines Decks der Kronan
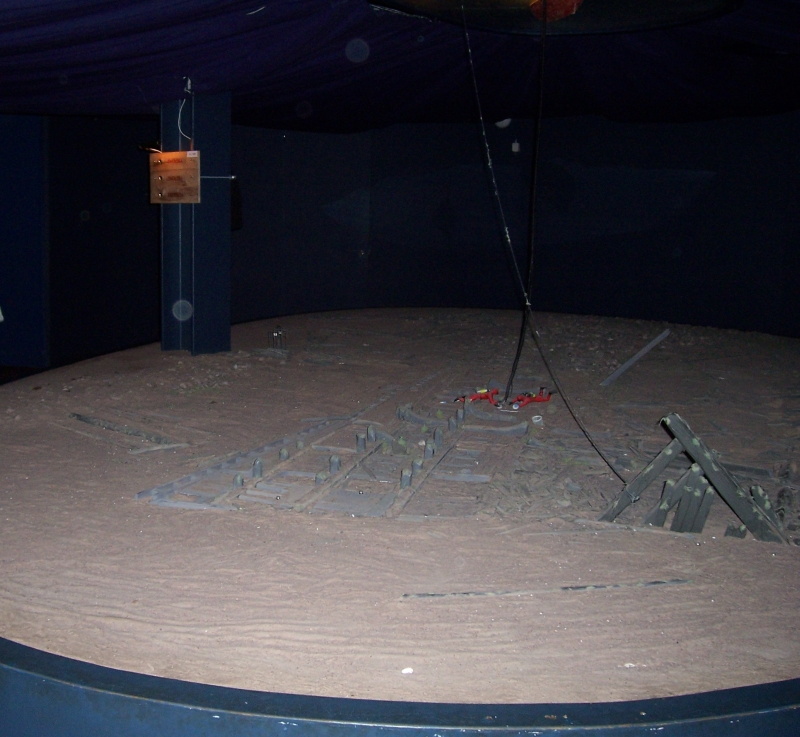
Modell der Ausgrabungsstätte